# Изгоняющий дьявола: Начало
«Изгоняющий дьявола: Начало» (англ. Exorcist: The Beginning) — американский фильм ужасов о сверхъестественном 2004 года, снятый Ренни Харлином по сценарию Алекси Хоули. Это четвёртая часть серии фильмов «Изгоняющий дьявола» и служит приквелом к "Изгоняющему дьявола" (1973). В фильме снимались Стеллан Скарсгард, Изабелла Скорупко и Джеймс Д’Арси.
«Изгоняющий дьявола: Начало» был переработан из уже завершенного пятого фильма Пола Шрейдера «Изгоняющий дьявола: Приквел», который, как опасались руководители Morgan Creek Productions, не увенчается успехом.
«Изгоняющий дьявола: Начало» был выпущен в США 20 августа 2004 года компанией Warner Bros. Pictures. Фильм получил в целом негативные отзывы критиков и собрал более 78 миллионов долларов при производственном бюджете в 50 миллионов долларов. Впоследствии Шрейдеру разрешили выпустить его версию «Изгоняющий дьявола: Приквел», которая получила несколько лучшие отзывы, чем фильм Ренни Харлина, но все же получила в целом негативные отзывы.

## Сюжет
В Каире, Египет, в 1949 году молодой отец Ланкестер Меррин борется со своей пошатнувшейся верой. Ему не даёт покоя случай в небольшой деревне в оккупированных Нидерландах во время Второй мировой войны, где он служил приходским священником: ближе к концу войны нацистский командир-садист СС в отместку за убийство немецкого солдата заставил Меррин участвовать в произвольных казнях, чтобы спасти целую деревню от бойни.
К Меррину обращается коллекционер древностей по имени Семелье, который приглашает его на британские раскопки в долине под названием Дерати в регионе Туркана в Британской Кении. В ходе раскопок была обнаружена христианская церковь византийской эпохи, построенная примерно в 500 году нашей эры — задолго до того, как христианство достигло этого региона Африки. Семелье просит Меррина найти древнюю реликвию демона, которая, как считается, находится в церкви, прежде чем британцы смогут её найти. Меррин соглашается и отправляется к месту раскопок. К нему присоединяется отец Франциск.
Прибыв на место с их переводчиком и гидом Чумой, Меррин встречает главного экскаватора, жестокого человека по имени Джеффрис с видимыми фурункулами на лице и Сару Новак, врача. Кроме того, Меррин узнает, что землекопы исчезают или уходят толпами, потому что местные соплеменники опасаются, что церковь проклята. Меррин становится свидетелем того, как у землекопа необъяснимым образом случился припадок.
Меррин, Чума и Фрэнсис посещают место раскопок и находят открытым только купол; остальная часть церкви погребена под землей. Меррин обнаруживает, что церковь находится в идеальном состоянии, как будто её закопали сразу после завершения строительства. Все трое входят в церковь через купол и находят помещение в почти первозданном состоянии, но отмечают две тревожные странности; статуи ангелов с оружием в руках направляют свои копья вниз, а не торжествующе к небу. и что кто-то разрушил и осквернил церковь, поместив Христа на крест в перевёрнутом положении. Меррин и Фрэнсис делают вывод, что скульпторы пытались изобразить ангелов, удерживающих что-то под церковью.
Решив узнать больше об археологических раскопках, Меррин просит проконсультироваться с ведущим археологом, мсье Бессьоном. Сара сообщает Меррину, что Бессион сошла с ума тремя неделями ранее и была переведена в психиатрическую больницу в Найроби. Меррин посещает палатку Бессиона на месте раскопок и видит десятки рисунков того же демонического артефакта, который собиратель просил Меррина найти. Меррин посещает Бессион, но когда он входит в свою комнату, он обнаруживает, что Бессион вырезал крючковатый крест на груди и говорит голосом садистского командира СС, мучившего Меррина во время войны. Затем Бессион перерезает себе горло, сказав, что он «свободен». Отец Джионетти, смотритель приюта, предполагает, что Бессион не был одержим, а скорее «тронут» демоном, который свёл его с ума и в конечном итоге довел до самоубийства. Меррин настроен очень скептически, но прежде чем он вернётся на место раскопок, отец Джионетти дает ему сборник римских ритуалов для использования в экзорцизме, хотя Меррин утверждает, что никогда не будет их использовать.
По возвращении в деревню странные события продолжаются. На местного мальчика нападают и убивают гиены, которые, кажется, постоянно преследуют раскопки днём и ночью. Его младший брат Джозеф впадает в состояние фуги, увидев, как его брата разрывают на куски. Жена местного вождя родила мертвого ребёнка, покрытого личинками и Джеффрис, человек, участвовавший в раскопках, подвергается нападению в баре. Примерно в то же время Меррин обнаруживает проход, ведущий к пещере под церковью, в которой находится древний языческий храм со статуей демона Пазузу. Он также находит доказательства того, что этот храм использовался для проведения человеческих жертвоприношений. По возвращении он видит, как местное племя кремирует мертворождённого младенца. Это вызывает подозрения у Меррина, потому что ходят истории об эпидемии, уничтожившей целую деревню в долине 50 лет назад. Ему сказали, что мёртвых хоронят на кладбище недалеко от долины. Когда он раскапывает могилы предполагаемых жертв этой чумы, они пусты.
Меррин противостоит отцу Фрэнсису по этому поводу, и Фрэнсис раскрывает ему историю долины Дерати; большая армия во главе с двумя священниками пришла в долину в поисках источника зла 1500 лет назад. Когда они прибыли в долину, злое присутствие поглотило их, и один убил другого. Когда единственный выживший священник вернулся, император Юстиниан приказал построить на этом месте церковь, а затем похоронить её, чтобы запечатать злую силу внутри неё. Строители церкви никогда не хотели, чтобы она была записана в ватиканских документах, однако смутное упоминание о ней было зафиксировано и найдено в 1893 году. Впоследствии в Дерати прибыли четыре священника и заручились поддержкой местного племени. Все соплеменники и жрецы исчезли. Затем Ватикан приказал построить ложное кладбище и распространить слухи о чуме, чтобы люди держались подальше от долины. Франциск сообщает, что считается, что долина в Дерати была традиционным местом падения Люцифера после войны на Небесах. Позже Меррин, Чума и майор Грэнвилл обнаруживают связанного Джеффриса в церкви, а его органы выклеваны воронами.
Врач раскопок Сара оказывается одержимой и убивает Фрэнсиса. Меррин изгоняет из неё демона в туннелях под церковью, но она умирает. Меррин и Джозеф выходят из церкви (снова засыпаны песком), и история повторяется. Остались только отец Меррин и маленький мальчик, поскольку британские солдаты и местные племена уничтожили друг друга. Некоторое время спустя Меррин, снова священник, возвращается в Рим и встречается с Семелье в кафе, объясняя, что не смог найти реликвию, Семелье отвечает: «Но вы что-то нашли … Не так ли?»

## В ролях
| Актёр             | Роль                  |
| ----------------- | --------------------- |
| Стеллан Скарсгард | Отец Ланкастер Меррин |
| Джеймс Д’Арси     | отец Франциск         |
| Изабелла Скорупко | Сара Новак            |
| Бен Кросс         | Семельер              |

## Производство фильма
Первоначально в качестве режиссёра фильма выступал Джон Франкенхаймер, однако вскоре оставил проект, а спустя некоторое время умер. После должность режиссёра занял Пол Шредер и полностью снял фильм, который, после показа продюсерам, последние забраковали ввиду того, что режиссёр не учёл их пожеланий и снял фильм с упором на психологическую драму (что шло вразрез с мнением продюсеров, которые требовали большего количества кровавых спецэффектов). В итоге продюсеры отказались от услуг Шредера и поручили снять фильм заново Ренни Харлину, ранее уже работавшему в жанрах фильм ужасов и триллер («Глубокое синее море», «Кошмар на улице Вязов 4», «Охотники за разумом»). Однако Харлин также столкнулся с рядом проблем: некоторые актёры не могли полноценно присутствовать на съёмках ввиду их занятости в других проектах (из-за этого даже сменился исполнитель роли отца Франциска); сценаристу пришлось переписать большую часть сценария, удалив некоторых ранее бывших в нём персонажей и добавив новых (в частности был добавлен персонаж Сары). По заявлениям продюсеров на DVD должны были выйти обе версии фильма. Изначальный вариант под названием Dominion: Prequel to the Exorcist вышел в 2005 году.

### Финансовые затраты и окупаемость
В общей сложности на производство фильма было затрачено около 80 миллионов долларов: около 30 миллионов при съёмках версии Шредера и около 50 миллионов при работе над проектом Ренни Харлином. При этом в мировом прокате фильм так и не окупился, собрав около 78 миллионов.

## Отзывы
Согласно агрегатору рецензий Rotten Tomatoes, четвёртая часть имеет рейтинг одобрения 10 % из 134 рецензий со средней оценкой 3,6/10. Консенсус сайта гласит: «Посредственный, кровавый фильм ужасов, далеко не сравнимый по качеству с оригиналом 1973 года». На Metacritic фильм получил средневзвешенное значение 30 из 100 на основе 22 обзоров, что указывает на «в целом неблагоприятные отзывы».
Уильям Питер Блатти (автор и сценарист «Изгоняющего дьявола») сказал, что просмотр «Изгоняющего дьявола: Начало» был для него «самым унизительным профессиональным опытом». С другой стороны, Блатти сказал, что «Приквел» — «красивая, стильная, элегантная работа».
Роджер Эберт писал: «Я видел обе версии и предпочитаю версию Шредера, и все же нужно сказать, что Харлин не занимался проституцией в своей версии».
«Изгоняющий дьявола: Начало» был номинирован на две премии «Золотая малина», «Худший режиссер» и «Худший ремейк или сиквел», но проиграл двум другим фильмам Warner Bros., «Женщине-кошке» и «Скуби-Ду 2: Монстры на свободе» соответственно.

### Номинации
- Золотая малина 2005 года
  - Худший режиссёр (Ренни Харлин)
  - Худший ремейк/сиквел